# Ignacy Gierdziejewski

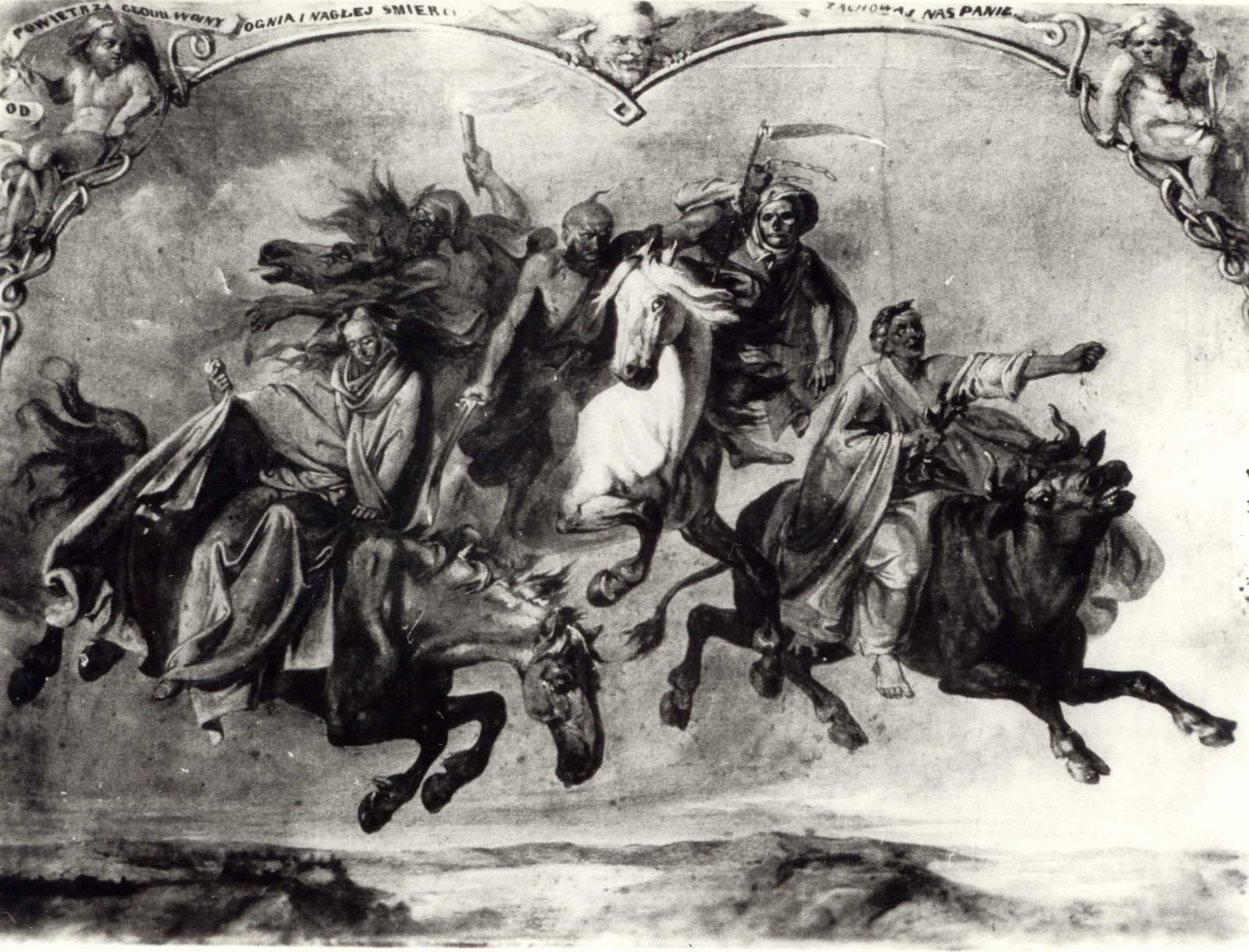
Apokalipsa (1854, zdjęcie czarno-białe)

Ignacy Gierdziejewski (ur. 3 listopada 1826 w Warszawie, zm. 24 listopada 1860 tamże) – polski rysownik i malarz. 
Nie otrzymał pełnego wykształcenia z zakresu malarstwa, co negatywnie odbiło się na poziomie jego prac. Od 1846 przez rok studiował na drugim roku w Szkole Sztuk Pięknych w Warszawie, dwukrotnie odbył podróże zagraniczne - w 1853 roczną do Drezna i w latach 1857 - 1860 do Rzymu,  zapoznając się z malarstwem odwiedzanych krajów, ale nie studiując na żadnej z tamtejszych uczelni.  
Związany z Cyganerią Warszawską i kręgiem artysty Marcina Olszyńskiego. Tworzył sceny historyczne, idealizowane obrazy religijne, a zwłaszcza alegoryczne (Od powietrza, ognia, wojny, głodu i nagłej śmierci zachowaj nas Panie 1854–1855). Fantastyczne i często pełne grozy motywy czerpał z ludowych baśni i polskiej poezji romantycznej, tworzył też dzieła o tematyce religijnej, pozostawał pod wyraźnym wpływem malarstwa nazareńczyków i szkoły düsseldorfskiej. W dorobku artysty przeważają rysunki. Zilustrował m.in. "Zabawy umysłowe dla młodego wieku" Śmigielskiej. 
Prace Gierdziejewskiego znajdują się głównie w kolekcjach Muzeum Narodowego w Krakowie oraz Muzeum Narodowego w Warszawie, a trzy jego dzieła w Lwowskiej Galerii Sztuki. Na cmentarzu Powązkowskim zachował się wykonany wg jego projektu pomnik nagrobny kompozytora Józefa Elsnera. 

## Galeria

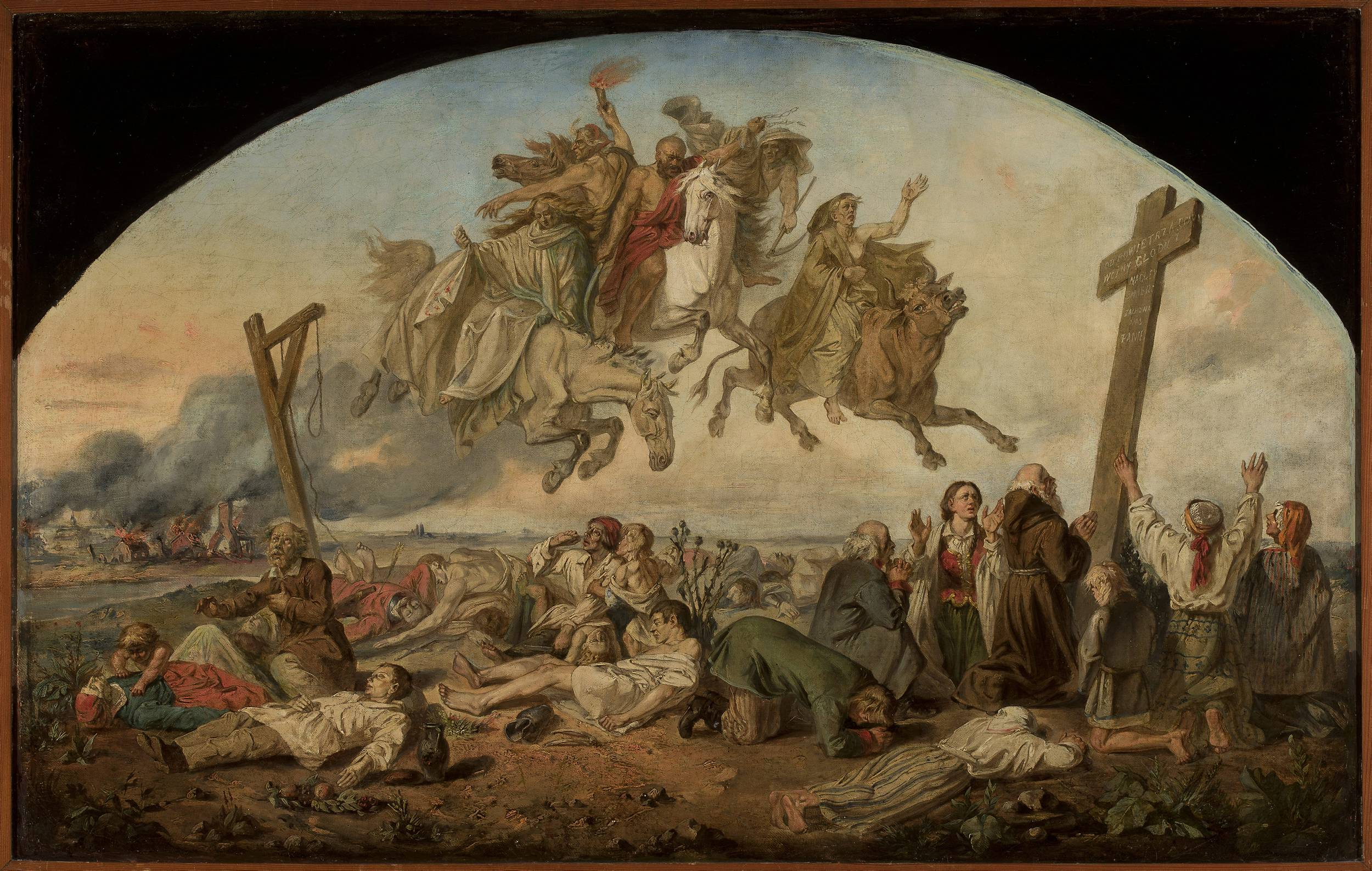
"Od powietrza, ognia, wojny, głodu i nagłej śmierci zachowaj nas Panie" z 1855 r. Muzeum Narodowe w Warszawie
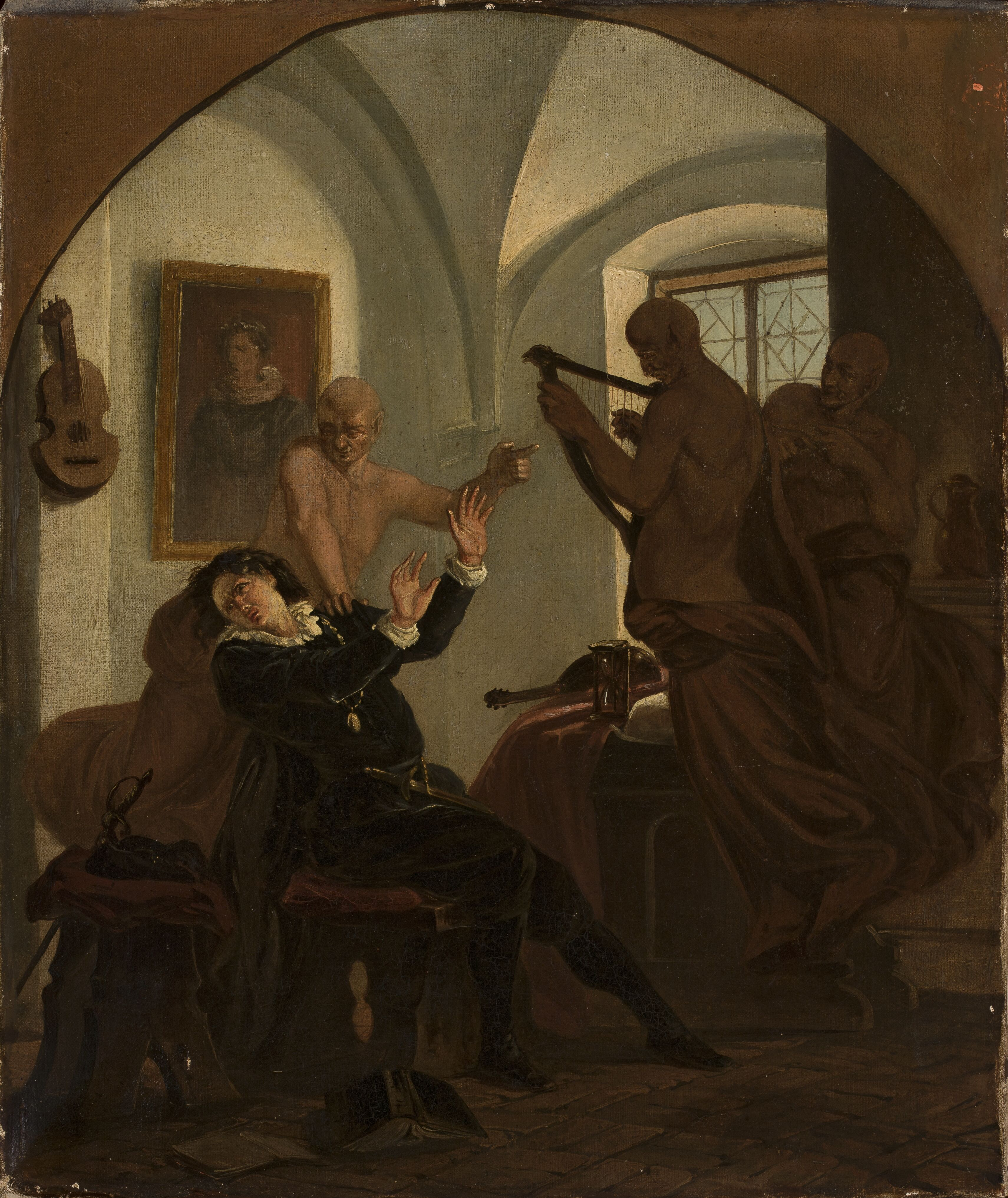
"Bekwark, lutnista królowej Bony" z 1856 r. Muzeum Narodowe w Warszawie
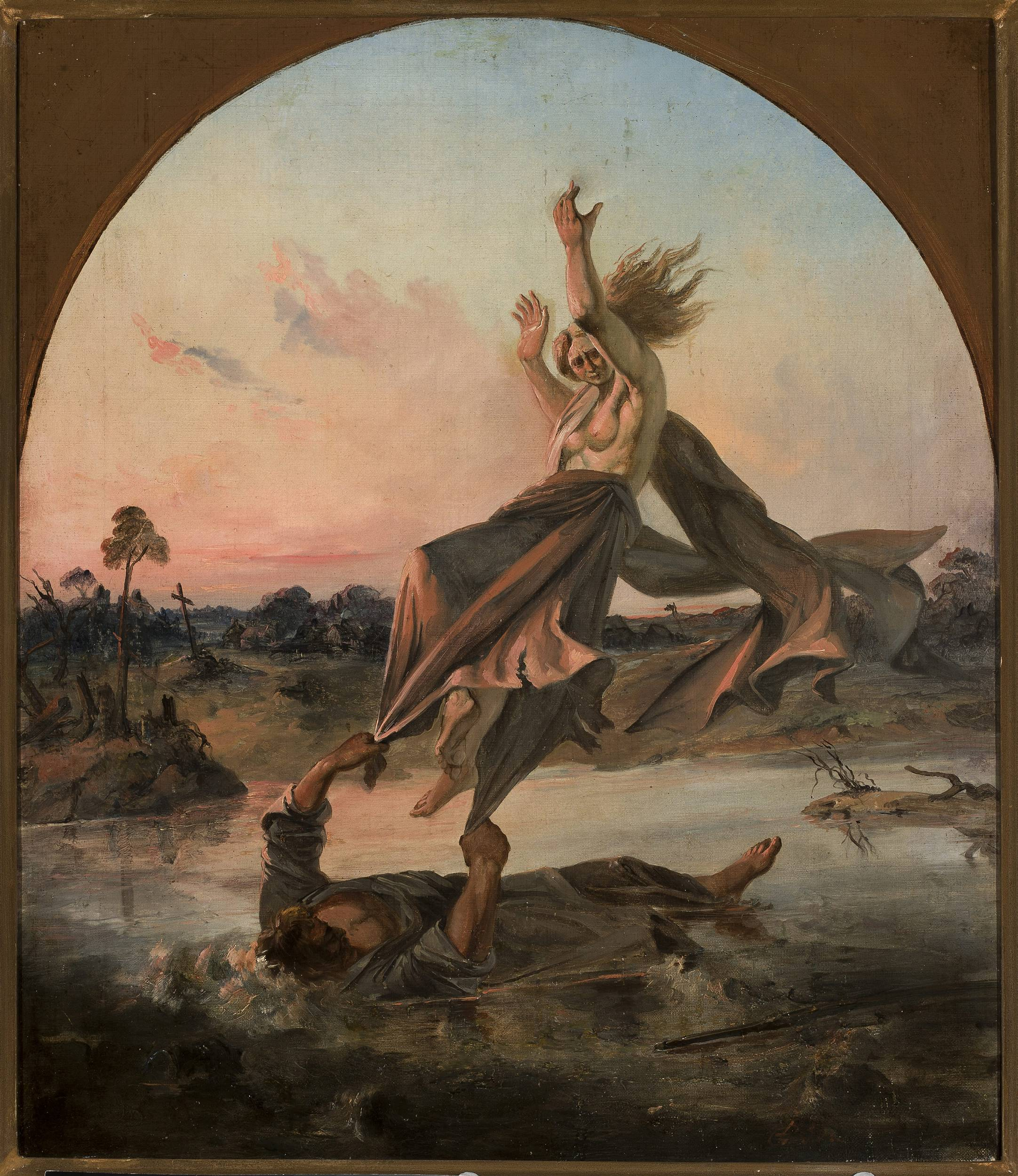
"Morowe powietrze" z 1856 r. Muzeum Narodowe w Warszawie
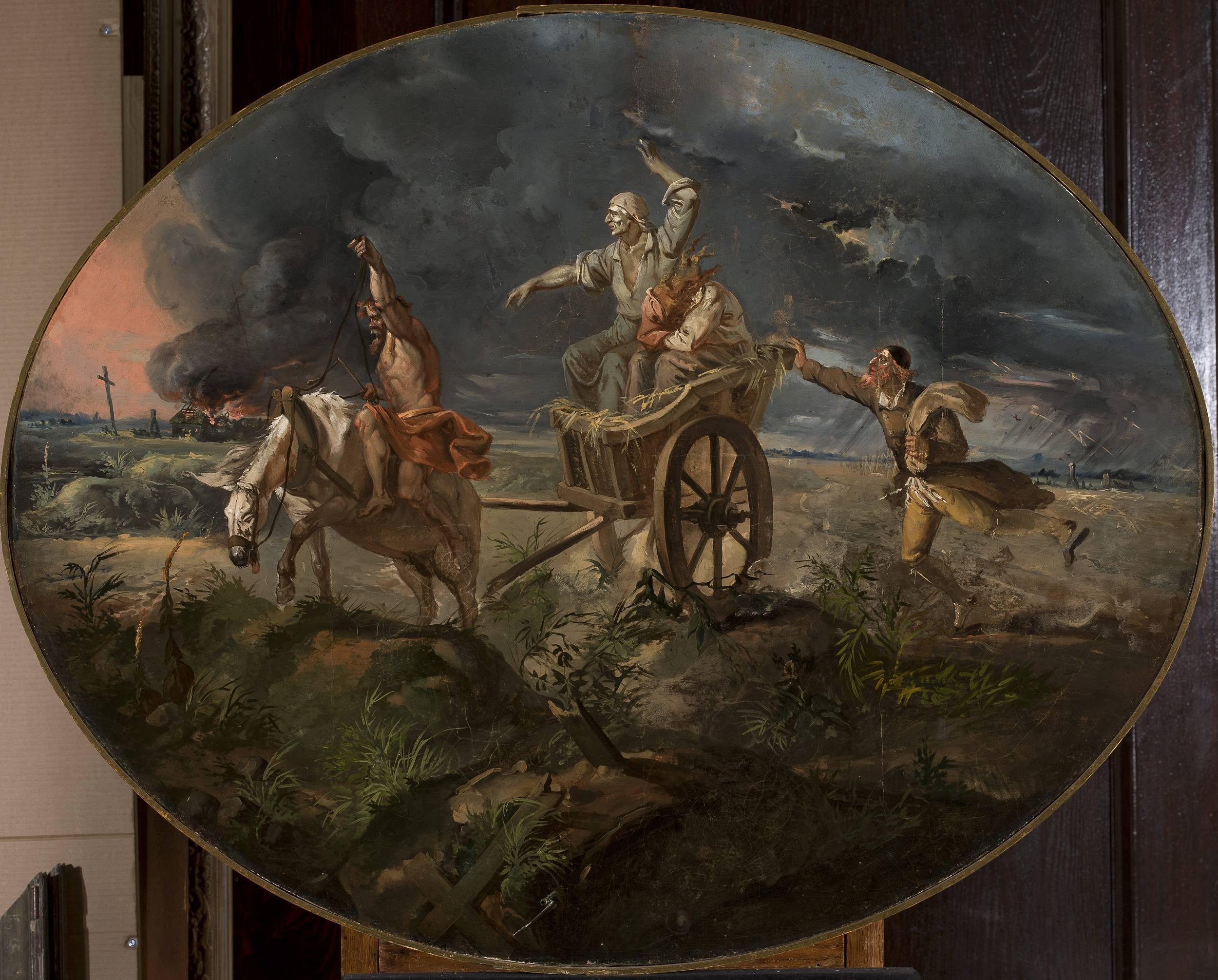
"Scena symboliczna - Nędza z biedą do nas idą" z 1856 r. Muzeum Narodowe w Warszawie
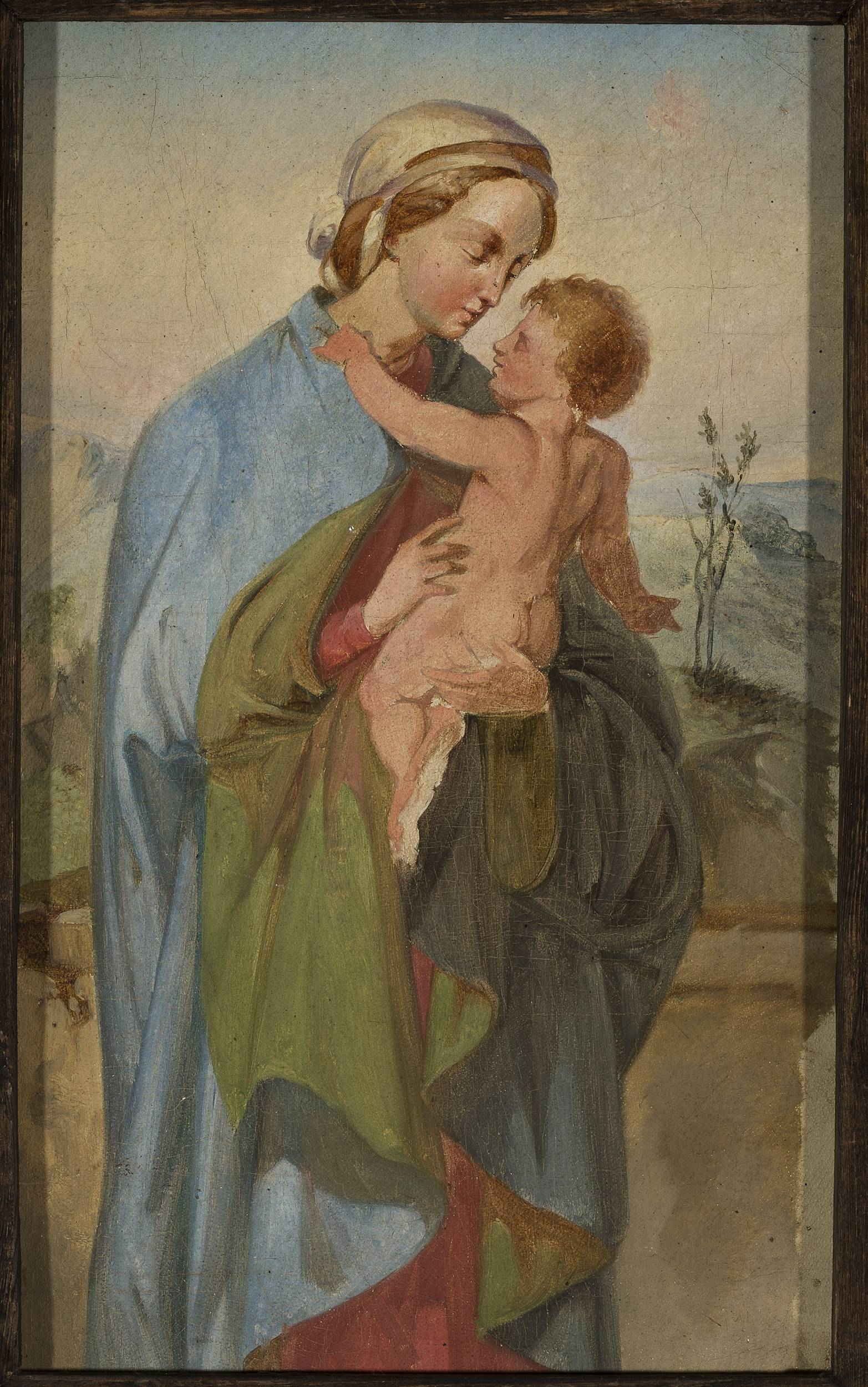
"Matka Boska z Jezusem" Muzeum Narodowe w Warszawie
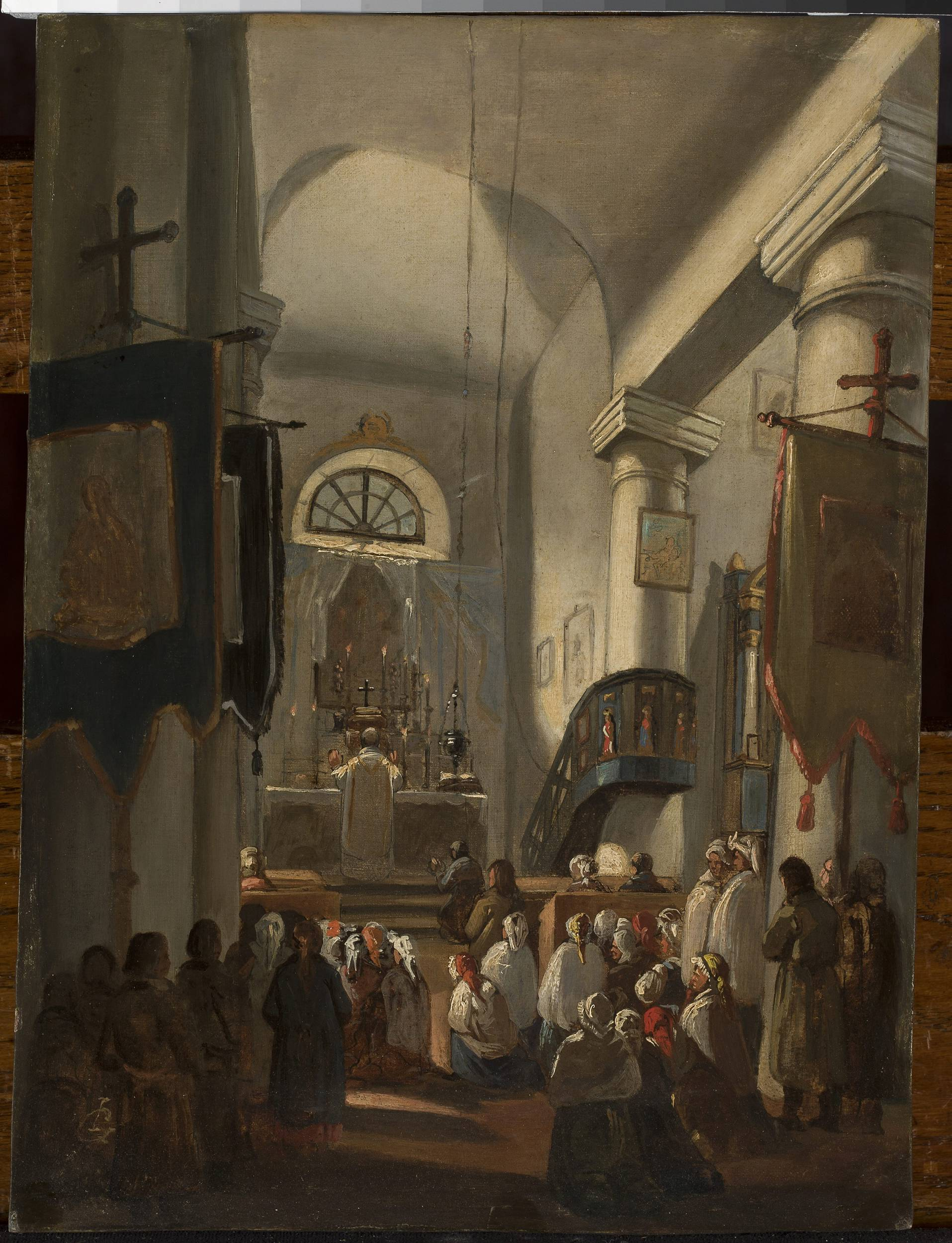
"Wnętrze kościoła ze sztafażem" Muzeum Narodowe w Warszawie